# Bergkamen
Bergkamen är en stad i Ruhrområdet i den tyska delstaten Nordrhein-Westfalen. Staden har cirka 49 000 invånare.
Stadens vapen påminner att Bergkamen består av sex stadsdelar, samt liknar den kemiska formeln för Bensen som ska visa på ortens industriella förflutna.